# Ndeye Thieufour Dieye
Pour les articles homonymes, voir Dieye.
Ndeye Thiefour Dieye, née le 2 décembre 2004, est une nageuse sénégalaise.

## Carrière
Ndeye Thiefour Dieye remporte aux Championnats d'Afrique de natation 2021 à Accra la médaille de bronze sur 4 × 100 mètres nage libre.